# Béquignol
Béquignol ist eine Rotweinsorte. Sie ist eine autochthone Sorte aus der Weinbauregion Sud-Ouest und dem Bordeaux in Frankreich. In der Vergangenheit wurde die Sorte relativ häufig mit der Rebsorte Fer Servadou verwechselt.
Während der bestockte Bestand dort in den 1990er Jahren auf unter 100 Hektar schmolz, wird sie in Argentinien recht erfolgreich angeboten. Kleine Bestände sind auch in den Ländern Brasilien, Australien, Spanien und Italien bekannt.
Die wuchskräftige, aber wenig ertragreiche Sorte erbringt einen tiefroten, jedoch etwas dünnen, leichten Rotwein, dem durch geringe Säurewerte (→ Säure (Wein)) die Struktur fehlt. Der Béquignol ist recht anfällig für den Echten Mehltau. Dafür ist er recht winterhart und resistent gegen den Falschen Mehltau.
Die Sorte neigt zu schneller Mutation. Es sind daher die Spielarten Béquignol Blanc (weiße Beeren), Béquignol Gris und Béquignol Rosé bekannt. Diese Spielarten spielen im gewerblichen Weinbau jedoch keine Rolle.

## Synonyme
Die Rebsorte Béquignol ist auch unter den Namen Balouzat, Béquignol Noir, Bequinaou, Bequin Rouge, Blanc Fer, Bouton Blanc, Breton, Camerouge (bei Margaux), Chalosse Noire, Chausset, Egrenant, Embalouzat, Enrageat Rouge, Grosse Here oder nur Here, Mançais Noir, Mauron, Maouron, Micardeau, Negrotte, Noir de Cimrah, Noir de Valin, Petit Fer, Prunalet und Sencit Gris bekannt.
Aufgrund der häufigen Verwechslung mit dem Fer Servadou überschneidet sich die Listen der Synonyme beider Sorten zum Teil.